# Камео Кирби
«Камео Кирби» (англ. Cameo Kirby) — немой чёрно-белый фильм 1923 года. Поставлен по пьесе 1909 года, уже экранизированной в 1914 году.

## В ролях
- Джон Гилберт — Камео Кирби (Cameo Kirby)
- Гертруда Олмтсед — Адель Рэндал (Adele Randall)
- Алан Хейл — Полковник Моро (Colonel Moreau)
- Эрик Мэйн — Полковник Рэндал (Colonel Randall)
- Вильям И. Лоуренс — Том Рэндал (Tom Randall)
- Ричард Такер — Кузен Аарон Рэндал (Cousin Aaron Randall)
- Филипс Смолей — Судья Плейделл (Judge Playdell)
- Джек МакДональд — Ларкин Бунс (Larkin Bunce)
- Джин Артур (кинодебют) — Энн Плейделл (Ann Playdell)
- Инез Сибери  — в титрах не указана

Имя главного героя — Камео (Cameo) — может быть переведено как «Камея». Это прозвище, которое по сюжету он получил как большой любитель камей.

## Съёмочная группа
«Камео Кирби» — первый фильм режиссёра Джона Форда, где в титрах он был указан под этим именем. Во всех более ранних фильмах Форд был указан как «Джек Форд». Настоящее имя Джона Форда — Джон Мартин Фини (хотя позднее он утверждал, что на самом деле его зовут Шон Алоизиус О’Фини). Фамилию «Форд» Джон позаимстовал от псевдонима своего старшего брата — Фрэнсиса Форда.